# Reinwardtspecht
Der Reinwardtspecht (Chrysocolaptes validus, Syn.: Reinwardtipicus validus) ist eine Vogelart aus der Familie der Spechte (Picidae). Diese mittelgroße Spechtart besiedelt große Teile Südostasiens. Reinwardtspechte sind an Wald gebunden und bewohnen vor allem den immergrünen Regenwald und Sekundärwald der Niederungen, aber auch Küstenwälder und alte Plantagen. Die in der gesamten Baumschicht vor allem an Totholz gesuchte Nahrung besteht aus Larven holzbewohnender Käfer, Raupen, Ameisen und anderen Insekten. Die Art gilt in weiten Teilen ihres großen Verbreitungsgebietes als wenig häufig oder selten, der Bestand ist jedoch offenbar stabil. Der Reinwardtspecht wird daher von der IUCN als nicht gefährdet (least concern) eingestuft.

## Beschreibung
Reinwardtspechte sind mittelgroße Spechte mit kurzem Schwanz, einer kurzen Federhaube und einem langen, meißelförmig zugespitzten und an der Basis breiten Schnabel. Der Schnabelfirst ist nur leicht nach unten gebogen. Die Körperlänge beträgt etwa 30 cm, das Gewicht 155–185 g. Sie sind damit etwas kleiner als ein Grünspecht, im Habitus und auch hinsichtlich der Lebensweise ähneln sie dem Schwarzspecht. Die Art zeigt hinsichtlich der Färbung einen sehr ausgeprägten Geschlechtsdimorphismus, wobei die Männchen sehr farbenprächtig sind.
Bei beiden Geschlechtern sind die Steuerfedern, die Schulterfedern und die Oberflügeldecken schwarzbraun. Alle Schwingen zeigen auf schwärzlichem Grund drei bis fünf rotbraunen Binden, die auf den großen Handdecken als rotbraune Flecken auslaufen. Die schwarzen Schwingenunterseiten sind bräunlich oder zimtfarben gebändert, die Unterflügeldecken schwarz oder gelegentlich blasser rotbraun und braun gebändert. Der Schnabel ist hellbraun, der Unterschnabel gelblich. Beine und Zehen sind bräunlich bis grau. Die Iris ist bräunlich bis orangerot.
Bei Männchen sind oberer und mittlerer Rücken zu den schwarzen Flügeln kräftig kontrastierend gelb oder orange, auf dem unteren Rücken und dem Bürzel geht diese Färbung in ein dunkleres Orange bis Rot über. Die Oberschwanzdecken sind dunkelbraun bis düster orange. Die Unterseite des Rumpfes erscheint durch die braune Befiederung mit breiten dunkelroten Federspitzen überwiegend rot, Flanken, Brust und oberer Bauch sind eher gelblich. Die Bauchmitte ist graubraun, die Unterschwanzdecken sind dunkelbraun. Stirn, Oberkopf und Haube sind rot und nach unten blass orange begrenzt. Die Kopfseiten sind orangebraun und werden zum Hinterkopf hin dunkler und brauner. Kehle und Wangen sind goldbraun. Der obere Hinterkopf und der Nacken sind weiß und nach vorn schmal braungrau gerandet, der übrige Hals ist wie der Rumpf rot.
Weibchen fehlen alle Rot- und Orangetöne. Sie sind vom Hinterkopf bis zu den Oberschwanzdecken auf der gesamten Rumpfoberseite weiß oder schmutzig weiß. Stirn, Oberkopf und Haube sind dunkelbraun. An den Halsseiten befindet sich ein schmales und undeutliches rotbraunes Band, die Kopfseiten und der Hals sind ansonsten ebenso wie die gesamte Rumpfunterseite dunkel graubraun. Flanken und Bauch zeigen auf diesem Grund eine schwache helle Bänderung.

## Lautäußerungen
Für die Art ist eine Reihe von lauten und durchdringenden, typischen Spechtrufen bekannt. Dazu zählen einzelne oder gereihte „pit“- oder „kit“-Rufe sowie laute und schnelle Rufe wie „wicka“, „wiit-wiit-wiit-wiit-wiiuh“, „polliit, polliitit“ oder sehr erregt klingende Rufe wie „twiitit-twiitit, tscha-tscha“. Die Art trommelt hingegen nur leise mit sehr kurzen Wirbeln.

## Verbreitung und Lebensraum
Diese Spechtart besiedelt große Teile Südostasiens. Das Verbreitungsgebiet reicht in West-Ost-Richtung vom Nordwesten Sumatras bis in den Osten Borneos, in Nord-Süd-Richtung vom äußersten Süden Myanmars und Thailands bis zur Südspitze Sumatras und bis Java. Die Größe des Gesamtverbreitungsgebietes wird auf etwa 1,24 Mio. km² geschätzt.
Reinwardtspechte sind an Wald gebunden und bewohnen vor allem den immergrünen tropischen Regenwald und Sekundärwald, aber auch Küstenwälder und alte Plantagen. Die Tiere sind weitgehend auf Niederungen beschränkt und schon im Hügelland selten, bezüglich der Höhenverbreitung bestehen jedoch offenbar deutliche geografische Unterschiede. Auf dem Festland von Thailand und Malaysia ist die Art unterhalb 700 m Höhe am häufigsten und kommt oberhalb von 1000 m nicht mehr vor. Auch auf Borneo und Java ist der Reinwardtspecht im Flachland am häufigsten, wurde dort jedoch auch noch in 2000 m (Borneo) bzw. in 2200 m Höhe (Java) nachgewiesen.

## Lebensweise
Die in der gesamten Baumschicht und selten auch am Boden vor allem an Totholz gesuchte Nahrung besteht aus Larven holzbewohnender Käfer, Raupen, Ameisen und anderen Insekten. Die Nahrung wird überwiegend an Stämmen und größeren Ästen hackend erlangt. Bäume, Baumstümpfe oder liegendes Totholz werden systematisch abgesucht. Reinwardtpechte hacken dabei Löcher in Rinde und Holz oder entfernen mit kräftigen seitlichen Hieben große Rindenstücke, um dann nach Beute zu stochern.
Reinwardtspechte leben in Paaren oder Familiengruppen. Die Brutzeit erstreckt sich von Januar bis September, ob dabei regionale Unterschiede bestehen, ist bisher nicht bekannt. Die Höhlen werden in toten Bäumen angelegt, das Gelege besteht aus 1 bis 2 Eiern. Weitere Angaben zur Brutbiologie liegen bisher nicht vor.

## Systematik
Früher wurde der Reinwardtspecht in die monotypische Gattung Reinwardtipicus mit zwei Unterarten eingeordnet, mittlerweile gehört er zur Gattung Chrysocolaptes.

## Bestand und Gefährdung
Angaben zur Bestandsgröße gibt es nicht. Die Art gilt in weiten Teilen ihres großen Verbreitungsgebietes als wenig häufig oder selten, der Bestand ist jedoch offenbar stabil. Der Reinwardtspecht wird daher von der IUCN als ungefährdet („least concern“) eingestuft.